# 1496 Turku
1496 Turku eller 1938 SA1 är en asteroid upptäckt 22 september 1938 av den finske astronomen Yrjö Väisälä vid Storheikkilä observatorium. Asteroiden har fått sitt namn efter det finska namnet på staden Åbo, där upptäckten gjordes.
Den tillhör asteroidgruppen Flora.